# بوداوبايا
بوداوبايا (بالإنجليزية: Bodawpaya) ((بالبورمية: ဘိုးတော်ဘုရား)‏, pronounced: ‎[bódɔ̀ pʰəjá]‏; (بالتايلندية: ปะดุง)‏؛ في الفترة من 11 مارس 1745 حتى 5 يونيو 1819) هو الملك السادس في أسرة كونباونغ في بورما. وُلِد باسم ماونج شوي وينج (Maung Shwe Waing) ثم أُطلق عليه بعد ذلك بادون مين (Badon Min), وكان الابن الرابع لـألاونغبايا (Alaungpaya), مؤسس الأسرة والإمبراطورية البورمية الثالثة. أُعلن ملكًا بعد عزل ابن أخيه فونجكازا ماونج ماونج (Phaungkaza Maung Maung)، وهو ابن أخيه الأكبر نونجداوجيي (Naungdawgyi), في أفا. أعاد بوداوبايا نقل العاصمة الملكية لـأمارابورا عام 1782. ولُقب ب هسينبيومياشين (Hsinbyumyashin) (ملك الأفيال البيضاء), على الرغم من أنه اشتهر بين الأجيال التي تليه على أنه بوداوبايا نسبةً إلى خليفته، حفيده الأكبر باجييداو (العم الكبير الملكي), الذي أطلق عليه بدوره هذا الاسم نسبةً إلى ابن أخيه ميندون ماين (Mindon Min). أنجب 62 ولدًا و58 بنتًا من 200 من الزوجات.

## الحملات العسكرية

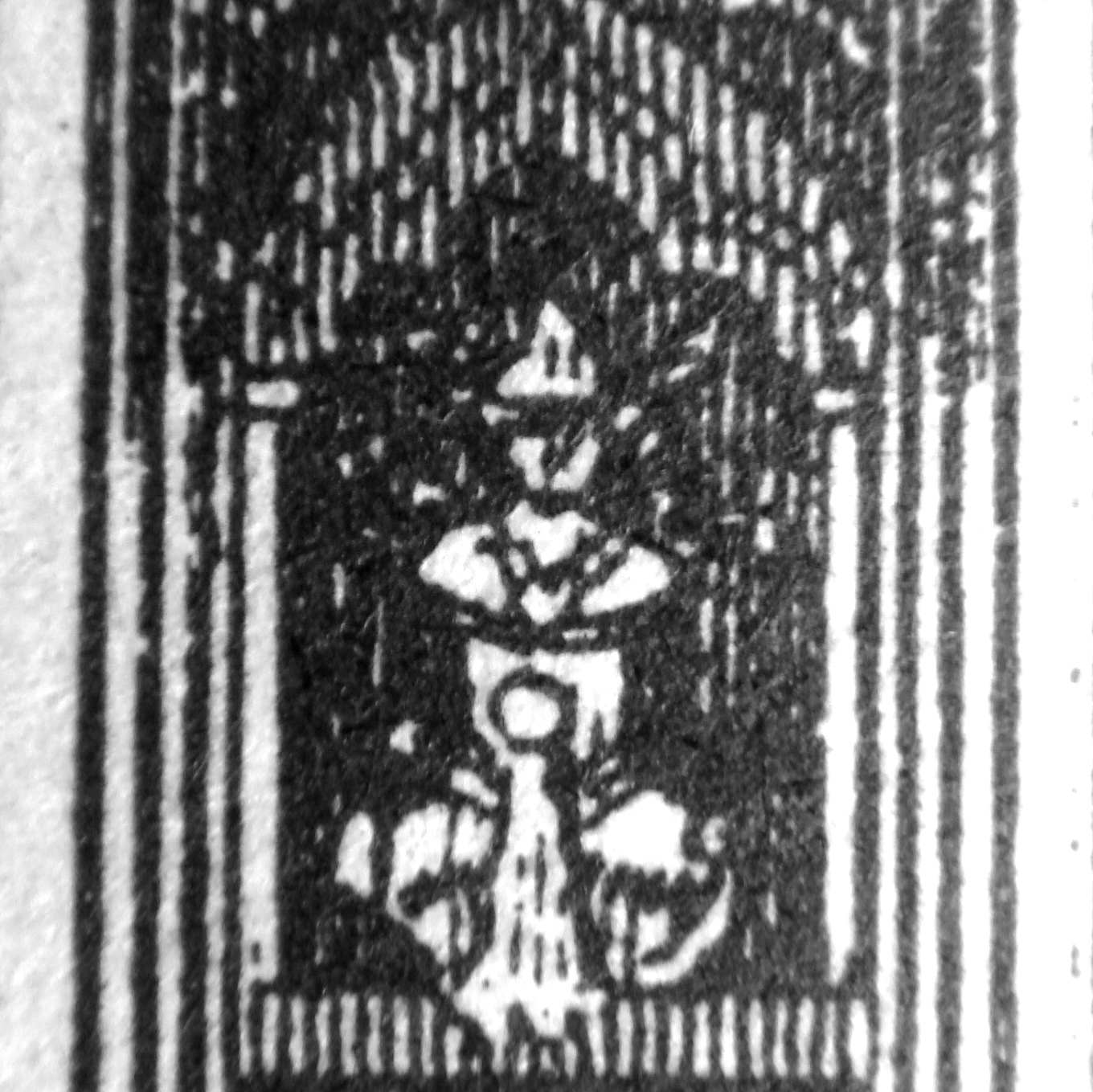
تصوير الملك بوداوبايا في قصر أمارابورا عام 1795 (السفارة البريطانية لمايكل سايمز).

وعندما كان يشتهر باسم بودوا يو وينج (Bodaw U Waing), غزا أراكان عام 1784, حيث أرسل جيوشه الملكية بقيادة ابنه، ولي العهد تهادو منسو, عبر سلسلة جبال يوما (Yoma) الغربية. استولى على عاصمة أراكان مراوك يو (Mrauk U) في أواخر العام 1784. وجلب معه صورة ماهاموني بوذا (Mahamuni Buddha) والعديد من الكنوز الأخرى مثل تمثال خمير (Khmer) البرونزي، إلى بورما؛ وما زال معروضًا حتى الآن في ماندالاي (Mandalay). وأخذ معه 20000 أسير كعبيد له للهياكل والمعابد والنبلاء في أمارابورا. وما إن أصبحت أراكان إحدى مقاطعات بورما، أصبحت حدودها متجاورة مع الهند البريطانية. ثار أهالي أراكان عام 1794، وأرسل الحاكم البريطاني للهند السير جون شاور (John Shore)(المعروف بعد ذلك باللورد تيجنموث) الكابتن مايكل سايمز في بعثة، وجهزه تجهيزًا كاملًا للحصول على أكبر قدر ممكن من المعلومات عن الدولة، إلى محكمة أفا حيث كانت المملكة معروفة من خلالها للعالم الخارجي غزا بوداوبايا راتاناكوسين (Rattanakosin)[بحاجة لتوضيح] مما أدى لهزيمته عام 1785، ومرة أخرى عام 1808، وفشله في الاستيلاء على العاصمة. ثار حاكم تافوي (Tavoy) عام 1791 بمساعدة من الشعب السيامي, ولكن انتهت الحملة العقابية البحرية التي أرسلها بوداوبايا بحصار مسرح الحرب ومن ثم عقدت مفاوضات سلمية في عام 1793 وعن التنازل عن شاطئ تيناسيريم للبورميين.
وفي عام 1816, زار أهوم (Ahom)[بحاجة لتوضيح]حاكم جواهاتي (Guwahati) في آسام (Assam) و بادان شاندرا (Badan Chandra) بورفوكان (Borphukan) قصر بوداوبايا لطلب المساعدة لهزيمة منافسه السياسي بورناناندا بورهاجوهين (Purnananda Burhagohain) , رئيس وزراء مملكة أهوم في آسام. أُرسلت قوة كبيرة تضم 16000 مقاتل تحت قيادة الجنرال ماها منلا مينخونج (Maha Minhla Minkhaung) لمساندة بادان شاندرا بورفوكان. دخلت القوات البورمية آسام في يناير عام 1817 وهزمت القوات الآسامية في معركة غيلادهاري (Ghiladhari) في الوقت نفسه، مات بورناناندا بورهاجوهين، وفر روتشيناث (Ruchinath)بورهاجوهين، ابن بورناناندا بورهاجوهين إلى جواهاتي. عقد الملك الحاكم أهوم ملك تشاندراكانتا سينغا (Sudingphaa) (Chandrakanta Singha)اتفاقية مع بورفوكان وحلفائه البورميين. عين الملك بادان شاندرا بورفوكان كرئيس للوزراء (Mantri Phukan) وتزوج الملك البورمي بوداوبايا من الأميرة هيمو إيديو من أهوم وقدمت له الكثير من الهدايا. انسحبت القوات البورمية من آسام بعد ذلك بفترة وجيزة. بعدها بعام، اغتيل بادان شاندرا بورفوكان واُطيح بملك أهوم تشاندراكانتا سينغا من قبل فصيل سياسي منافس يقوده وروتشيناث بورهاجوهين، ابن بورناناندا بورهاجوهين (Ruchinath Burhagohain). توجه تشاندراكانتا سينغا وأصدقاء بادان شاندرا إلى بوداوبايا لطلب المساعدة. وفي فبراير عام 1819, غزت القوات البورمية آسام للمرة الثانية وأعادت تشاندراكانتا سينغا على عرش آسام مرة أخرى.

## الديانة والثقافة

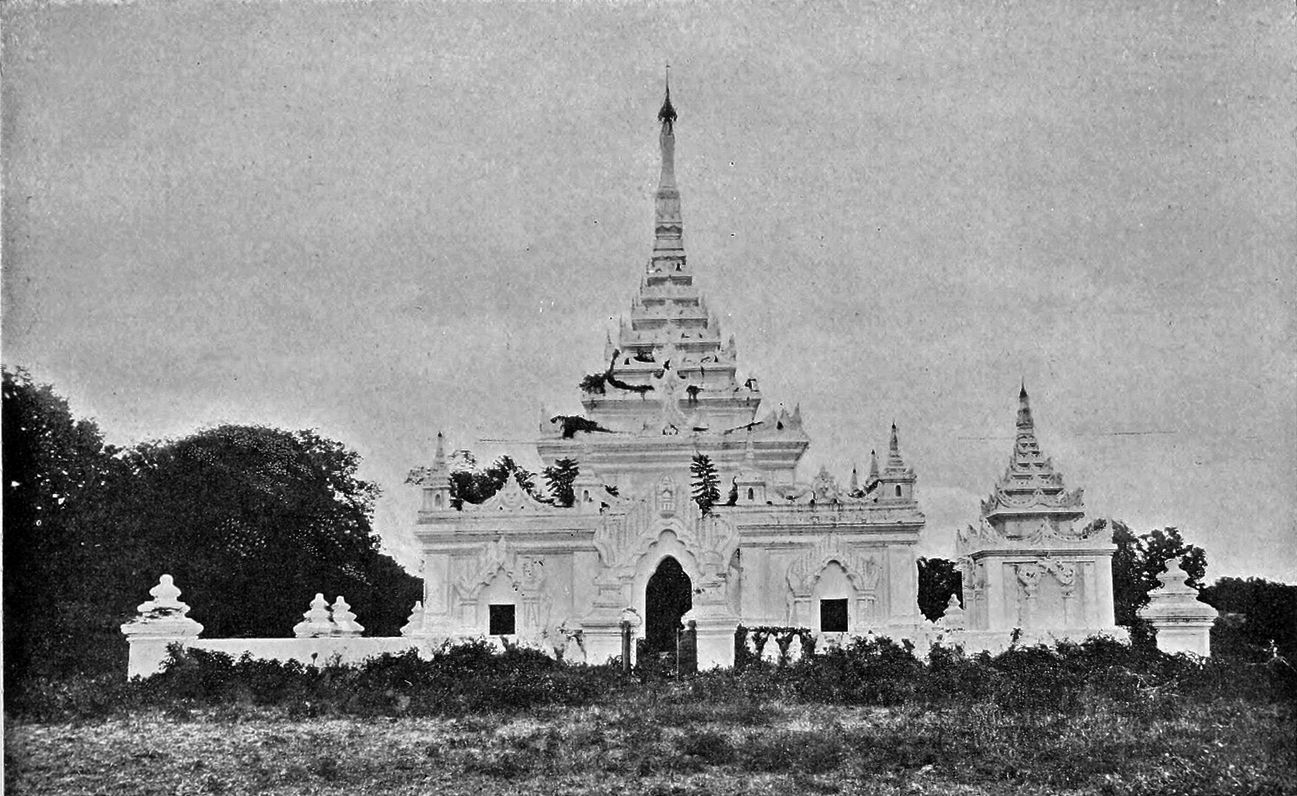
مقبرة بوداوبايا في أمارابورا.

أعلن بوداوبايا عن نفسه أنه المبشر القادم لـبوذا أو ميترايا (Maitreya) (أريمادييا),ولكن سانغا قاوم ادعاءه بضراوة. وفي أثناء فترة حكمه، ازدهرت الثقافة، نتيجة للانضباط والاستقرار الذي حققه من خلال إنشاء فصل سانغاراجاس (Sangharajas) أو كبار الرهبان المكلفين بمسؤولية الحفاظ على نقاء سانغا. وقد صب حكمه في صالح العقيدة بنجاح وأمر بتغطية الكتفين في المسألة الخلافية بشأن الطريقة الصحيحة لارتداء العباءات، وتم توحيد ترتيب الرهبان في إطار عقيدة ثودهاما. أصبحت بورما حارسة الديانة البوذية في المنطقة، وتم إعادة عرض تنسيق أوباسامبادا (upasampada) ل سيرلانكا حيث أنشأ أمارابورا نيكايا (Amarapura Nikaya).

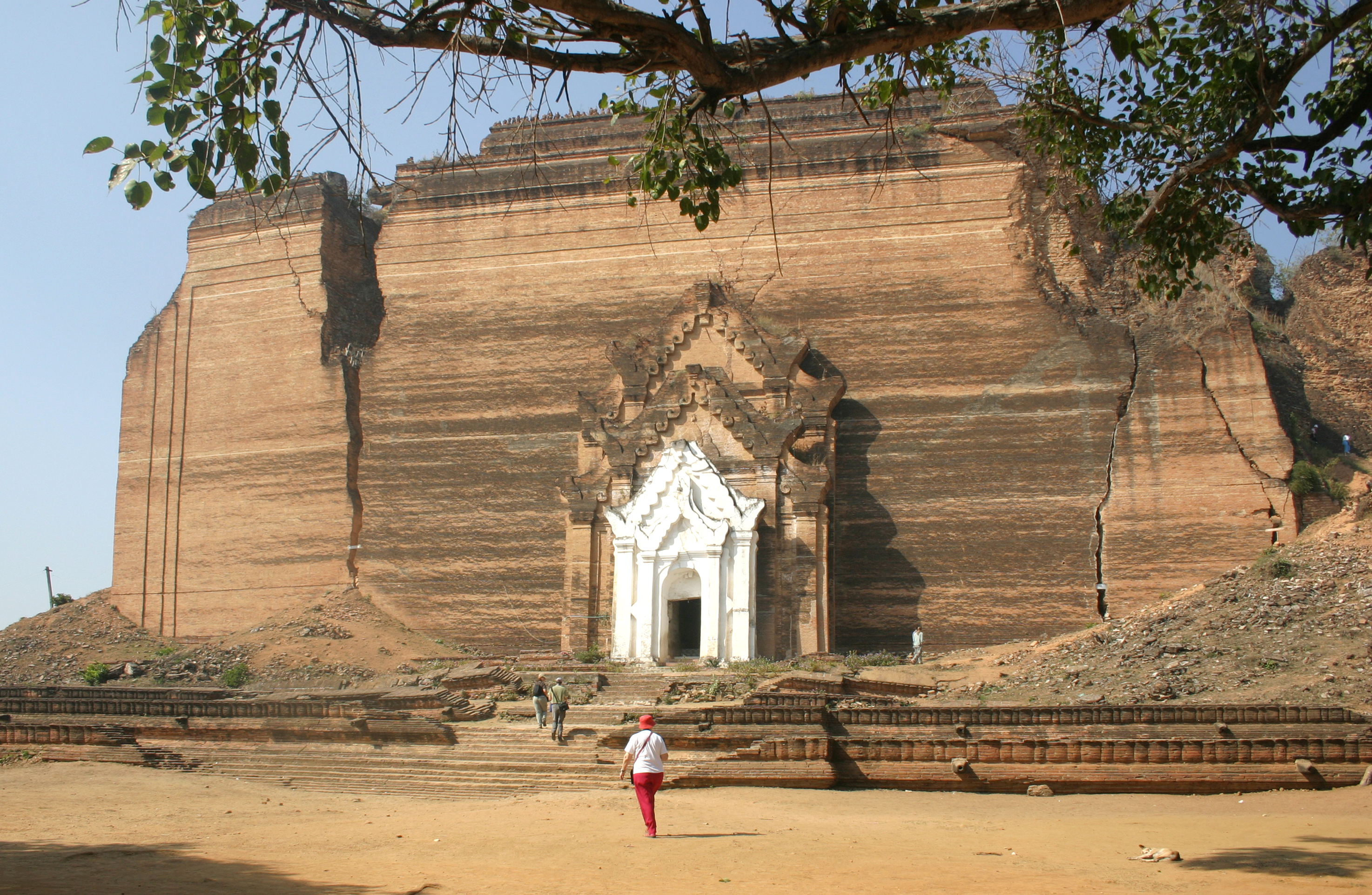
وكان هدفه أن يجعل ستوبا مونتالاجي التي لم تكتمل (Mantalagyi Stupa) أكبر ستوبا في العالم.

في عام 1790، بدأ بوداوبايا في إنشاء ستوبا عملاقة، سميت مونتالاجي (ستوبا الملكية العظيمة) في مينجون (Mingun), 11 كيلو متر حتى نهر إيراوادي من ماندالاي في الضفة الغربية. ولكنه لم ينته منها بعد أن انتشرت نبوءة تقول  Payagyi lè apyi that, moksoe thonnya kap – «ما إن يتم بناء المعبد العظيم، ستنتهي أسرة موكسو (Moksoe) إلى الأبد» (ဘုရားကြီးလည်းအပြီးသတ် မုဆိုးသုညကပ်။). كان الهدف يتمثل في إنشاء مبنى بارتفاع 150 مترًا، وهذا الارتفاع يسمح برؤيته من شويبو (Shwebo) في الغرب، مسقط رأس العائلة والبرج الذي يعلو تلال مينون (Minwun Hills). ترك الزلزال الذي وقع عام 1838 فيها شقوقًا كبيرة، وتسبب في سقوط رأسي شينث (chinthe) العظيمين في النهر. إلا أنها تبقى أكبر تجمع من الطوب المبني في العالم. كان هناك أيضًا جرس عملاق يزن 90 طنًا، مخصصًا لستوبا كان يطلق عليه جرس مينجون, والذي تمت سباكته بين عامي 1808 و 1810. وهو يعد أكبر جرس رنان في العالم، حيث تهدم الجرس الذي كان أكبر منه في كرملين (Moscow Kremlin) والذي كان يُطلق عليه جرس القيصر. وفي أثناء عهد بوداوبايا، أثبت أيضًا أنه راع كبير للفنون المسرحية؛ حيث عين لها وزيرًا يُدعى ثابين وون (Thabin Wun) (သဘင်ဝန်), ووضع أنظمة صارمة بموجب مرسوم ملكي (အမိန့်တော် مينت داو). (a meint daw) كما أمر بإجراء مسح اقتصادي كبير للمملكة في عام 1784.
خلف بوداوبايا بعد وفاته عام 1819 حفيده، الأمير ساجانج (Sagaing), الذي عُرف فيما بعد باسم باجييداو. مات ولي العهد، والد باجييداو عام 1808.